# Oberlungwitz
Oberlungwitz là một thị xã thuộc huyện Zwickau, bang Sachsen, nước Đức. Đô thị này có cự ly 18 km về phía đông bắc của Zwickau, và 15 km về phía tây của Chemnitz.